# Knud Heglund
Knud Lars Valdemar Heglund (født 10. juli 1894 i København, død 1. september 1960 i Gentofte) var en dansk skuespiller. Han debuterede 1920 på Det kongelige Teater efter at have gennemgået elevskolen. Senere fik han engagement ved blandt andet Betty Nansen Teatret og siden hen Folketeatret. Fra 1956 og til sin død var Knud Heglund bevillingshaver til Skovshoved Bio.
Han var gift med Lili Heglund.

## Filmografi i udvalg
- Tretten år (1932)
- De blaa drenge (1933)
- Under byens tage (1938)
- En pige med pep (1940)
- Niels Pind og hans dreng (1941)
- Tror du jeg er født i går? (1941)
- Frøken Kirkemus (1941)
- Tag til Rønneby kro (1941)
- Tak fordi du kom, Nick (1941)
- Frøken Vildkat (1942)
- Tordenskjold går i land (1942)
- Ballade i Nyhavn (1942)
- Hans onsdagsveninde (1943)
- Det ender med bryllup (1943)
- Teatertosset (1944)
- Frihed, lighed og Louise (1944)
- Bedstemor går amok (1944)
- Det kære København (1944)
- Mens sagføreren sover (1945)
- De pokkers unger (1947)
- Kristinus Bergman (1948)
- Tre år efter (1948)
- Min kone er uskyldig (1950)
- Susanne (1950)
- Mød mig på Cassiopeia (1951)
- Familien Schmidt (1951)
- Den gamle mølle på Mols (1953)
- Tre piger fra Jylland (1957)
- Sønnen fra Amerika ( 1957 )